# 하안동
하안동(下安洞)은 대한민국 경기도 광명시의 동이다.

## 역사
- 삼국시대 잉벌노현
- 통일신라시대 곡양현
- 고려시대 금주현
- 조선초기 경기도 금천현 서면
- 조선말기 경기도 시흥현 서면 하평리, 안현리, 율일리
- 1914년 경기도 시흥군 서면 하안리
- 1963년 서울특별시 도시계획 구역 편입 (1982년 지정 해제)
- 1979년 경기도 시흥군 소하읍 하안리
- 1980년 서울통화권 편입
- 1981년 경기도 광명시 하안동 (행정동: 하안동. 현 하안1동의 전신.)
- 1990년 하안1동에서 하안2동, 하안2동에서 하안3동 분동
- 1995년 하안2동에서 하안4동 분동

## 개요
하안1동은 광명시 중앙상부에 위치하고 있으며, 동으로는 철산3동 , 하안2동, 하안3동, 서쪽으로 광명7동, 학온동, 남쪽으로는
소하1동, 소하2동 북쪽으로는 철산4동과 인접해있고 남쪽으로는 구름산, 서쪽으로는 도덕산이 위치하고 있다. 면적은 3.97km2로 학온동, 소하2동 다음으로 면적이 넓은 동으로써 개발제한구역이 75%를 차지하고 있으며 아파트, 단독주택, 자연마을이 함께 있는 도농 복합 지역이다. 시 승격 당시의 행정동 '하안동'을 계승하는 하안본동이기도 하다. 지금의 하안주공 1단지와 현대아파트 일대는 '가림'이라는 자연촌락이 있었으며, 1911년 이전에 지금의 단독필지 일대는 안현리로 불렸고, 밤일마을은 율일리라 불렸다.
하안2동은 1990년 5월 20일 하안본동에서 분동되어 하안 고층주공 1,2,3,4단지로 구성되어 있는 전형적인 공동주택 단지로 주민의 쉼터인 하안근린공원(철망산:125,570m2)이 인접하여 봄이면 진달래, 철쭉이 아름다운 휴식공간과 산책을 할 수 있으며, 매년 4,5월중 철망산 철쭉축제를 개최하고 있다. 하안도서관 및 광명문화원이 소재하고 있어 체육 및 문화활동을 손쉽게 접할 수 있는 지역이다.
하안3동은 1914년 당시 시흥군 서면이었던 곳이 1981년 7월 1일 광명시 승격과 함께 행정동 하안동 관할이었다가 1990년 5월 하안2동으로 분리되었고 1990년 12월 10일 하안3동으로 개청되었으며 2007년 9월 1일 동사무소가 주민센터로 명칭을 변경하여 현재에 이르고 있다. 총면적 0.53km2로 시 전체의 1.4%를 차지하고 있으며, 서울 금천구 독산동과 경계를 이루고 동쪽으로는 안양천이 서북쪽으로는 구름산 이 자리 잡고 있어 자연과 더불어 살 수 있는 지역이다. 지금의 중고차 매매시장 인근에 금댕(금당)이라는 자연촌락이 있었다.
하안4동은 1995년 3월 6일 하안2동에서 분동 되었다. 관할 구역으로는 하안동 고층주공아파트9단지, 10단지,11단지가 이에 속한다. 하안4동은 3개의 고층아파트단지로 구성되어 단지 조성이 깨끗하고 쾌적한 교육환경을 자랑한다. 지금의 하안사거리 일대는 '벌말'이라는 자연촌락이 있었으며 1911년 이전에는 하평리라 불렸다.

## 법정동
- 하안동

## 교육
- 하안초등학교
- 하안북초등학교
- 안현초등학교
- 진성고등학교 보관됨 2016-03-15 - 웨이백 머신
- 하안중학교
- 연서초등학교
- 가림초등학교 보관됨 2014-12-23 - 웨이백 머신
- 가림중학교 보관됨 2016-01-13 - 웨이백 머신
- 소하초등학교
- 충현초등학교